# Diane Régimbald
Diane Régimbald est une poète québécoise francophone née à Ottawa en 1956.

## Biographie
Née à Ottawa ou Hull en 1956, Diane Régimbald vit à Montréal,. Elle a fait des études universitaires en études françaises à l’Université de Montréal.
Elle publie son premier recueil, La seconde venue, en 1993, et commence à publier plus fréquemment à partir de 2003. Pas, paru en 2009 aux Éditions du Noroît, a reçu une mention d’excellence au Prix des écrivains francophones d’Amérique. L'insensée rayonne, sorti en 2012 au Noroît et coédité avec L'Arbre à paroles, en Belgique, est finaliste au Prix de poésie du Gouverneur général du Canada.
Diane Régimbald a collaboré à plusieurs revues et ouvrages collectifs, notamment l'anthologie Pas d'ici, pas d'ailleurs, et a participé à de nombreux événements et lectures publiques au Québec, en Amérique latine, dans les Caraïbes et en Europe. Elle a réalisé des résidences d’écriture à Amsterdam (2006) et à la Maison de la poésie d’Amay, en Belgique (2010). Elle a participé à quelques reprises à la rencontre de traduction entre poètes catalans et québécois, Catalunya Québec: anada i tornada, à Sabadell.
Elle s’implique dans de nombreux projets ou évènements littéraires au Canada, au Mexique, en Haïti et à Barcelone. Le 30 mai 2008, elle participe à une soirée hommage à l’écrivain haïtien Anthony Phelps, avec d’autres poètes comme Pierre Nepveu et Madelaine Gagnon, lors du 9e Marché de la poésie de Montréal. En 2013, elle participe aux évènements des Poètes de l’Amérique française.
Elle est membre du conseil d’administration du Centre québécois du PEN International et coordinatrice du comité Femmes depuis 2017, ainsi que membre de l'Union des écrivaines et des écrivains québécois.
En 2021, un de ses poèmes est sélectionné pour figurer dans l'ouvrage poétique collectif J'écris peuplier, livre anniversaire du cinquantenaire des Éditions du Noroît illustré par les photographies de Monique LeBlanc et préfacé par l'éditeur-poète Paul Bélanger. L'anthologie réunit les voix de cinquante poètes du Noroît, vingt-cinq femmes et vingt-cinq hommes, dont de nombreux monuments de la poésie québécoise, comme Geneviève Amyot, Denise Desautels, Nicole Brossard, Normand de Bellefeuille, Louise Dupré et Hélène Dorion, mais aussi celles de la relève poétique francophone, à l'instar d'Andréane Frenette-Vallières et Mathieu Simoneau.
La même année paraît dans la même maison son recueil Au plus clair de la lumière, composé avec la contrainte de l'impératif. À la suite de cette publication, Diane Régimbald devient membre du Parlement des écrivaines francophones, puis entre à l'Académie des lettres du Québec. En 2022, la poète est le sujet d’un dossier spécial de la revue Lettres québécoises, en hommage à son œuvre et à son influence sur la littérature francophone.
Après Échographies en 2023 (L'Atelier des Noyers, France), Diane Régimbald poursuit son travail poétique sur la figure féminine de la mère, ainsi que sur celle de la fille, et publie en 2024 son douzième recueil : Elle voudrait l'ailleurs encore. Il est illustré aux Éditions du Noroît par des encres de l'artiste plasticienne Sophie Lanctôt. L'ouvrage est aussitôt mis en avant par la sélection poétique du Devoir. Quelques mois plus tard, il se voit honoré du Grand prix Québécor du Festival international de la poésie 2024 décerné à Trois-Rivières,. Diane Régimbald le reçoit pour cette 40e édition avec la poète Annie Lafleur pour son recueil Puberté.
En janvier 2025, Diane Régimbald participe à l'anthologie poétique engagée établie aux Éditions Seghers par Jean-Yves Reuzeau Esprit de résistance - L'Année poétique : 118 poètes d'aujourd'hui, aux côtés de poètes francophones de divers horizons, tels que Charles Juliet, Cécile Coulon, Jacques Roubaud, Chloé Delaume ou encore la chanteuse Clara Ysé,. 

## Réception critique
Certains des textes de Diane Régimbald sont traduits en catalan, dont L'insensée rayonne (L'aurora insensata), traduit par Antoine Clapés. D'autres ont été traduits en anglais, notamment Pierres de passages, Des cendres des corps, Pas et L'insensée rayonne dans un même ouvrage traduit vers l'anglais par Antonio D’Alfonso, The Wind Under Our Footsteps (2015),.
Dès son premier recueil, les thèmes récurrents de Diane Régimbald sont annoncés : la solitude, le questionnement sur l’identité, les voyages, le lien à l’autre et l’écriture. Ce qui l’intéresse, c’est l’intuition première du regard. Pour Diane Régimbald, la poésie est un lieu de laboratoire. Elle précise : « Ce que je cherche en poésie tourne autour de notre présence d’être vers un continuum poétique relié à l’identité, à la perte, à la disparition, dans une fascination pour les lieux et les espaces, pour ces paysages construits du monde, fenêtres sur nos altérités. » 
Dans Sur le rêve noir, le critique littéraire Hugues Corriveau qualifie la poésie de Régimbald de « cérébrale, résolument "penseuse" ». Plus tard, l'écrivain et critique catalan Xavier Serrahima (ca) l'identifiera, avec Elle voudrait l'ailleurs encore, à la tendance littéraire québécoise qu'il appelle la « poésie interrogative », également incarnée par l'écriture de ses consœurs Martine Audet, Nicole Brossard, Denise Desautels et Louise Dupré, qui se caractérise par une renoncement à fournir et imposer des réponses sur le monde et sa complexité pour faire de la poésie un espace ouvert de questions intérieures,. 
Son recueil paru en 2022, Au plus clair de la lumière, permet à l’autrice d’atteindre, dans une langue franche et précise, « le sommet d’un art passé par des rêves noirs, l’insensé et les cendres dans une forme qui renouvelle sa démarche. »

## Œuvres

### Recueils de poésie
- La seconde venue, Montréal, Éditions du Noroît, 1993, 109 p. (ISBN 2-89018-262-2)
- Pierres de passage, Montréal, Éditions du Noroît, 2003, 66 p. (ISBN 2-89018-496-X)
- Des cendres des corps, Montréal, Éditions du Noroît, 2007, 70 p. (ISBN 978-2-89018-612-5)
- Pas, Montréal, Éditions du Noroît, 2009, 102 p. (ISBN 978-2-89018-666-8)
- L'insensée rayonne, Montréal, Amay, Éditions du Noroît, L'Arbre à paroles, 2012, 90 p. (ISBN 9782890187597)
- Sur le rêve noir, Montréal, Éditions du Noroît, 2016, 81 p. (ISBN 9782897660345)
- De mère encore, Corrèze, Éditions du Petit Flou, coll. « Dans la cour des filles », 2018
- Cœur d'orange (ill. Christine Brioul), Perrigny-lès-Dijon, L'Atelier des Noyers, coll. « Carnets de Couleurs », 2020 (ISBN 978-2-490185-31-3)
- Toi au soleil pâle ou brulant, Corrèze, Éditions du Petit flou, coll. « Dans la cour des filles », 2021 (ISBN 9791091528429)
- Au plus clair de la lumière : chant pour l'enfant qui revient, Montréal, Éditions du Noroît, 2021, 66 p. (ISBN 9782897663094)
- Échographies (ill. Odile Massart), Perrigny-lès-Dijon, L'Atelier des Noyers, coll. « Carrés secrets », 2023 (ISBN 978-2-494676-01-5)
- Elle voudrait l'ailleurs encore (ill. Sophie Lanctôt), Montréal, Éditions du Noroît, 2024, 144 p. (ISBN 978-2-89766-455-8)

### Livres d'artiste
- Jacques Fournier (conception), Marie-Claude Bouthillier (artiste visuelle), Martine Audet, Louise Cotnoir, Denise Desautels, Louise Dupré, Diane Régimbald et Élise Turcotte, Déjouer, Montréal, Éditions Roselin, 2013
- Diane Régimbald, Denise Desautels, Martine Audet et Louise Dupré, À la main, hommage à Louise Viger, Montréal, Éditions du Noroît, 2022

### Anthologies
- Mouvance… de la rivière au fleuve, dir. Jean-Paul Daoust, Éditions Création Bell’Arte, Champs-Vallons, Sainte-Mélanie, 2005
- Diane Régimbald, Josep Maria Sala-Valldaura, Anna Montero, Jean-Paul Daoust, Finestres obertes / Fenêtres ouvertes, édition bilingue français-catalan, Anada i tornada 1, Emboscall Editorial, Alliance Française et Cafè Central, Vic, Barcelone, 2007

- Collectif de voix féminines francophones contemporaines, Pas d’ici, pas d’ailleurs, dir. Sabine Huynh, Andrée Lacelle, Angèle Paoli et Aurélie Tourniaire, Voix d’encre, Paris, 2012

- Collectif paritaire de cinquante poètes, J'écris peuplier (livre anniversaire), dirigé et illustré par Monique LeBlanc, préface de Paul Bélanger, Montréal, Éditions du Noroît, 2021  (ISBN 978-2-89766-278-3)
- « Corps de grâce », dans De grâce : Anthologie de poèmes inédits dirigée par Suzanne Dracius, Martinique, Idem éditions, mars 2024, 178 p.  (ISBN 978-2-36430-073-6)
- Du corps du poète au corps poétique, dir. Marilyne Bertoncini pour Embarquement poétique, Éditions Chemins de Plume, « Les Cahiers de Poètes & Co. », juillet 2024, 142 p.  (ISBN 978-2849542309)
- « Gestes », dans Rencontrer, dir. Florence Saint-Roch, anthologie en ligne, Terre à Ciel[32].
- « Furie », dans Esprit de résistance, dir. Jean-Yves Reuzeau pour la série L'Année poétique : 118 poètes d'aujourd'hui, Seghers, Paris, janvier 2025, 400 p.  (ISBN 9782232148095)
- « Allées des langues », dans Runes et Ruines, dir. Marilyne Bertoncini pour Embarquement poétique, Éditions Chemins de Plume, « Les Cahiers de Poètes & Co. », avril 2025, 116 p.  (ISBN 9782849542361)

### Revues littéraires
- « Ce qui nous lie encore », dans Les écrits, no 141, Académie des lettres du Québec, Montréal, août 2014.  (ISBN 9782924558027)
- Les écrits, no 151, Académie des lettres du Québec, Montréal, automne 2017.  (ISBN 9782924558232)
- Les écrits, no 169, Académie des lettres du Québec, Montréal, automne 2023.  (ISBN 9782924558591)

## Prix et honneurs
- 2009 - Mention d’excellence au Prix des écrivains francophones d’Amérique (pour Pas)[2]
- 2013 - Finaliste au Prix de poésie du Gouverneur général du Canada (pour L'insensée rayonne)[33]
- 2024 - 
  - Finaliste au Prix Mallarmé (pour Échographies)[34],[35],
  - Lauréate du Grand Prix Québecor du Festival international de la poésie (pour Elle voudrait l'ailleurs encore), ex aequo avec Annie Lafleur[36].